# Escut de Jordània
L'escut de Jordània són les armories oficials del monarca jordà, cap d'estat del Regne de Jordània. Foren aprovades oficialment seguint la Directiva núm. 558 del Consell Executiu el 25 d'agost de 1934, que adoptava l'escut dissenyat el 1921 a requeriment del príncep Abdallah I. El 21 de febrer de 1982 el Consell de Ministres va publicar la Notificació núm. 6 en què es donaven especificacions i explicacions sobre l'emblema oficial jordà.
A la part superior es pot veure la corona reial, símbol de la monarquia, d'on surt un mantell de gules i argent embellit d'or, en representació del tron haiximita; el vermell del mantell significa el sacrifici, i el blanc la puresa.
Dins el mantell hi figuren dues banderes de la Rebel·lió Àrab contra el poder otomà, en la qual es va basar el disseny de la bandera jordana. Per damunt de les banderes, una àguila contornada i amb les ales esteses de sable, becada de gules, que representa el poder i el coratge. L'àguila se sosté damunt un orbe d'atzur, símbol de la difusió de l'islam al món.
Sota l'orbe, un escut circular d'or que porta acoblades diverses armes tradicionals jordanes, símbol de la defensa de la veritat i la justícia arreu del món. A la part inferior hi ha la segona més alta condecoració del país, l'Orde de la Renaixença, unida per tres espigues de blat d'or a la destra i una palma de sinople a la sinistra, sota les quals figura una cinta d'or amb una inscripció en àrab on diu: a l'esquerra, عبد الله الثاني ابن الحسين بن عون, ʿAbd Allāh aṯ-Ṯānī ibn al-Ḥussayn ibn ʿAwn, ‘Abd-Al·lah II ibn al-Hussayn ibn Awn’; al centre, ملك المملكة الأردنية الهاشمية, malik al-Mamlaka al-Urduniyya al-Hāximiyya, ‘rei del Regne Jordà Haiximita’; i a la dreta, الراجي من الله التوفيق والعون, ar-rājī min Allāh at-tawfīq wa-l-ʿawn, ‘que espera l'ajut i el guiatge de Déu’.